# Crataegus nuda
Crataegus nuda är en rosväxtart som beskrevs av Charles Sprague Sargent. Crataegus nuda ingår i Hagtornssläktet som ingår i familjen rosväxter. Inga underarter finns listade i Catalogue of Life.